# Nachal Chacac
Nachal Chacac (hebrejsky נחל חצץ) je vádí v jižním Izraeli, v centrální části Negevské pouště.
Začíná v nadmořské výšce přes 600 metrů na úpatí masivu Har Chatira. Směřuje pak k západu kopcovitou pouštní krajinou. U vesnice Merchav Am ústí zleva do vádí Nachal ha-Ro'a. Poblíž ústí se rozkládá archeologická lokalita Borot Chacac (בורות חצץ) se zbytky starých vodních cisteren.